# 카디 비
벨컬리스 말레니스 세퍼스(혼전성 알만자르(Almánzar), 영어: Belcalis Marlenis Cephus, 1992년 10월 11일 ~ )는 카디 비(영어: Cardi B)라는 예명으로 활동 중인 미국의 래퍼이다.

## 음반 목록

### 정규 앨범
- 《Invasion of Privacy》 (2018)
- 《Am I the Drama?》 (2025)

## 출연 작품
- 허슬러 (2019) - 다이아몬드 역
- 분노의 질주 : 더 얼티메이트 (2021) - 레이샤 역
- 분노의 질주: 라이드 오어 다이 (2023) - 레이샤 역